# Bevent (Wisconsin)
Bevent es un pueblo ubicado en el condado de Marathon en el estado estadounidense de Wisconsin. En el Censo de 2010 tenía una población de 1.118 habitantes y una densidad poblacional de 10,09 personas por km².

## Geografía
Bevent se encuentra ubicado en las coordenadas 44°43′30″N 89°25′12″O / 44.72500, -89.42000. Según la Oficina del Censo de los Estados Unidos, Bevent tiene una superficie total de 110.76 km², de la cual 109.1 km² corresponden a tierra firme y (1.5%) 1.66 km² es agua.

## Demografía
Según el censo de 2010, había 1.118 personas residiendo en Bevent. La densidad de población era de 10,09 hab./km². De los 1.118 habitantes, Bevent estaba compuesto por el 98.75% blancos, el 0.09% eran afroamericanos, el 0.09% eran amerindios, el 0% eran asiáticos, el 0% eran isleños del Pacífico, el 0.36% eran de otras razas y el 0.72% pertenecían a dos o más razas. Del total de la población el 1.07% eran hispanos o latinos de cualquier raza.